# Aquädukt Baden

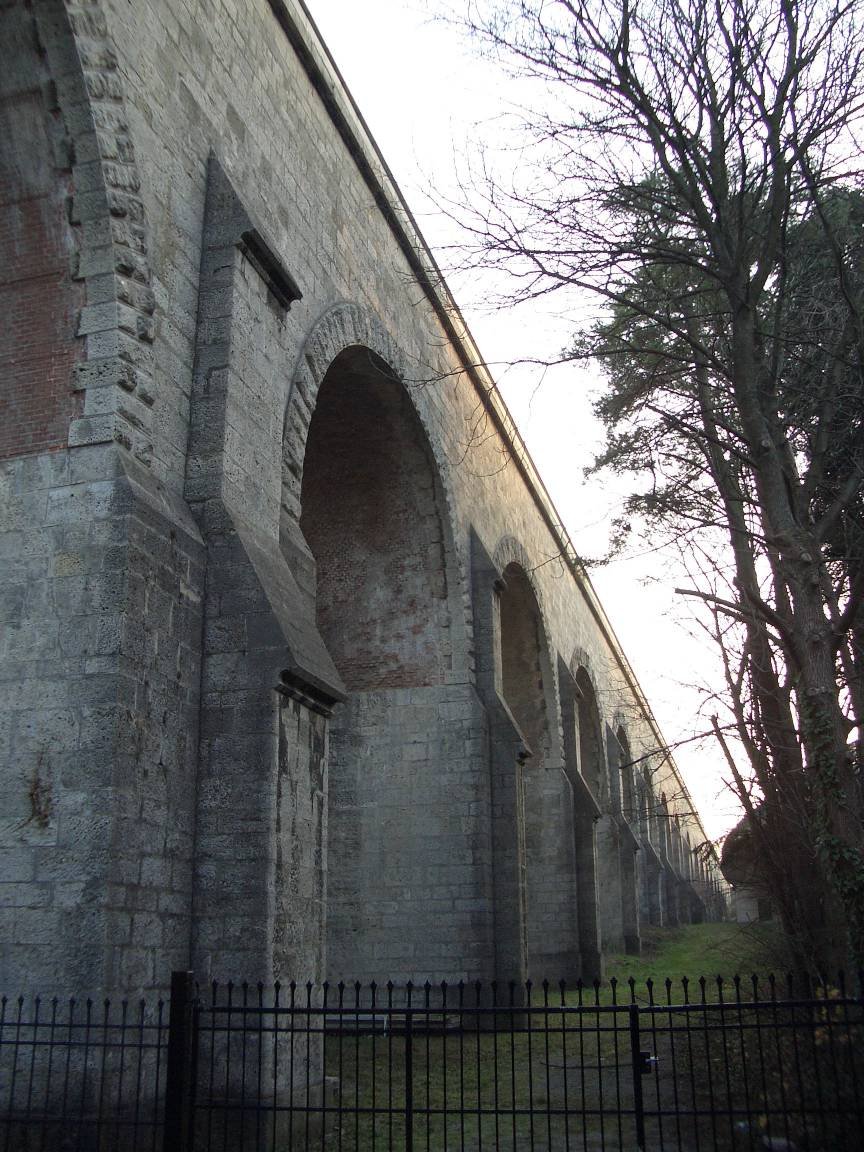
Aquädukt in Baden bei Wien

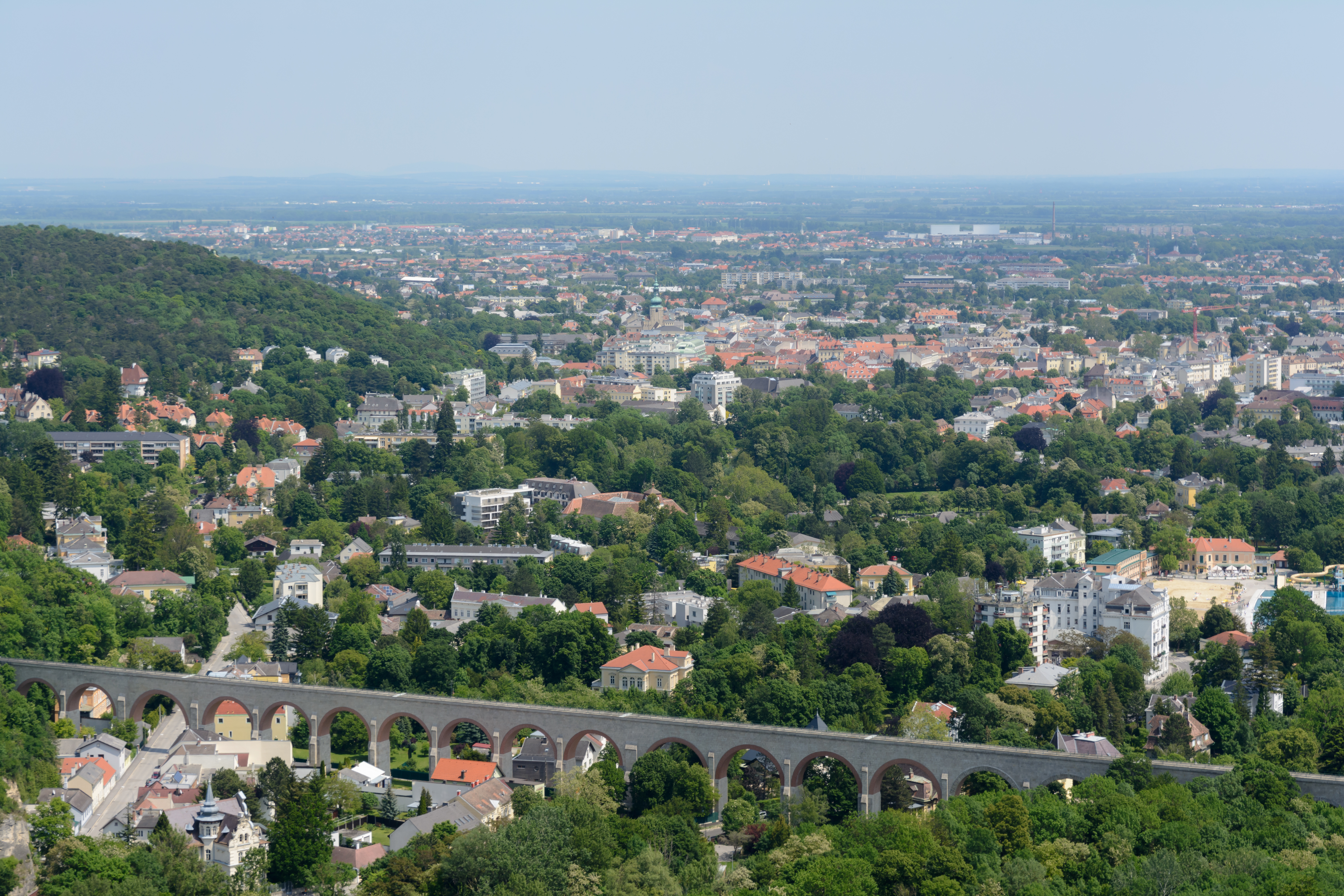
Ansicht von Baden mit dem Aquädukt

Der Aquädukt Baden ist ein denkmalgeschütztes Bauwerk der Wiener Wasserversorgung im Verlauf der I. Wiener Hochquellenwasserleitung in Baden bei Wien in Niederösterreich.

## Geschichte
Der Aquädukt sowie der zu- und abführende Kanal wurde von Oberingenieur Karl Junker (1827–1882) geplant und ab 1870 bauleitend errichtet. Bereits am 29. Oktober des Jahres konnte sich eine von Bürgermeister Cajetan Felder (1814–1894) angeführte, von Prüfingenieur Gustav Wex (1811–1892) begleitete Abordnung des Wiener Gemeinderats im Beisein von Junker sowie Eduard Melkus (1841–1920), Wiener Wasserversorgungs-Commission in Mödling, vom fortgeschrittenen Baugeschehen überzeugen. Im Oktober 1872 wurde der Aquädukt fertiggestellt. Er überquert die Schwechat auf einer Länge von etwa 788 Metern am östlichen Ende des Helenentals. Das Bauwerk setzt sich zusammen aus
- 7 Bogenstellungen mit vollem Kreisbogen und je rund 1,9 Metern Spannweite und
- 10 Bogenstellungen mit je rund 3,8 Metern Spannweite verborgen in der Anschüttung.

Sichtbar von dieser Talquerung sind
- 5 Bogenstellungen mit je rund 9,5 Meter Spannweite,
- 14 Bogenstellungen mit je rund 11 Meter Spannweite,
- 8 Bogenstellungen mit je rund 13 Meter Spannweite,
- 6 Bogenstellungen mit je rund 15 Meter Spannweite,
- 9 Bogenstellungen mit je rund 13,6 Meter Spannweite,
- 1 Bogenstellung mit je rund 16 Meter Spannweite und
- 1 Bogenstellung mit rund 1,9 Meter Spannweite.

Die lichte Höhe des Aquädukts über der Schwechat beträgt ungefähr 23 Meter bei einer Gesamthöhe von etwa 28 Metern.
In der Sitzung vom 3. Dezember 1872 lehnte der Wiener Gemeinderat das Ansuchen der Stadt Baden um Herstellung einer Promenade auf dem Aquädukt ab und entsprach auch nicht dem Ersuchen um Überlassung von Wasser aus der Hochquellenleitung.